# ФК Сутјеска Фоча
ФК Сутјеска је професионални фудбалски клуб из Фоче, Република Српска, БиХ, који се такмичи у Првој лиги Републике Српске.

## Историја
Према белешкама хроничара, прва фудбалска лопта у Фочу је стигла 1913. године, а њу је, према речима мештана, донео Василије Сунара, тадашњи ђак сарајевске Гимназије, родом из Фоче. С обзиром да је у то време фудбал био релативно непознат спорт, лоптом су се углавном занимали студенти и ђаци, без одређених правила игре. Тек након завршетка Првог светског рата, у Фочи се 1920. оснивају први фудбалски клубови, Граничар и Слога. Ови клубови су се фузионисали 1925, а две године касније основан је фудбалски клуб Југовић. Међутим и овај клуб се 1930. спојио са Граничаром. Граничар у наредном периоду постаје један од најактивнијих клубова у Подрињу. Стадион Граничара налазио се на месту данашњег градског стадиона.
Године 1946, након завршетка Другог светског рата, у Фочи је основан нови фудбалски клуб, Сутјеска. Име овог клуба настало је према бици која се 1943. одиграла у долини ове реке, у којој су бројни играчи Граничара изгубили животе у борбама против сила осовине. Клуб је у почетку опстајао у тешким условима, јер није било довољно средтава за путовања и набавку опреме. Највећи успех у својој историји, клуб је доживео крајем 70-их, односно почетком 80-их година XX века, када се пласирао у републичку лигу. Међутим, неколико година касније, клуб доживљава суноврат и наставља да се такмичи у међуопштинској лиги Сарајева све до почетка ратног стања у Босни и Херцеговини. Те године рад клуба је обустављен, да би средином наредне био поново покренут на иницијативу локалних ентузијаста. Исте године Сутјеска је била учесник првог фудбалског купа на простору Републике Српске.
Сутјеска је у сезони 1995/96. завршила на другом месту Друге лиге Републике Српске — група „Источно Сарајево“. Након пораза у Сарајеву, Сутјеска је у Фочи победила Жељезничар резултатом 7:3 и тако била боља у баражу за попуну тадашње Прве лиге Републике Српске — група „исток“. Након годину дана проведених у овом такмичењу, Сутјеска поново испада у нижи ранг. У Прву лигу Републике Српске, Сутјеска се вратила у сезони 2007/08. и од тада је редован учесник овог такмичења.

## Навијачи
Присталице Сутјеске називају се „Хавери“.

## Састав тима у сезони 2017/18.
Од 1. септембра 2017.
| Бр. |                     | Позиција | Играч             |
| --- | ------------------- | -------- | ----------------- |
| 2   | Босна и Херцеговина | О        | Михајло Јојић     |
| 3   | Босна и Херцеговина | С        | Филип Филиповић   |
| 4   | Босна и Херцеговина | С        | Дејан Лимић       |
| 5   | Босна и Херцеговина | О        | Јовица Дачевић    |
| 6   | Босна и Херцеговина | О        | Виде Ивановић     |
| 7   | Босна и Херцеговина | Н        | Дејан Рашевић     |
| 8   | Босна и Херцеговина | С        | Ђорђе Милутиновић |
| 9   | Босна и Херцеговина | Н        | Бошко Радовић     |
| 10  | Босна и Херцеговина | С        | Никола Мојовић    |
| 11  | Босна и Херцеговина | Н        | Милош Секуловић   |
| 13  | Босна и Херцеговина | Н        | Бојан Лукић       |

| Бр. |                     | Позиција | Играч               |
| --- | ------------------- | -------- | ------------------- |
| 14  | Босна и Херцеговина | О        | Марко Ивановић      |
| 15  | Босна и Херцеговина | О        | Дејан Дракул        |
| 16  | Босна и Херцеговина | С        | Александар Ивановић |
| 17  | Босна и Херцеговина | С        | Никола Даниловић    |
| 18  | Босна и Херцеговина | С        | Зоран Милић         |
| 19  | Босна и Херцеговина | Н        | Петар Перишић       |
| 20  | Босна и Херцеговина | О        | Никола Нешковић     |
| 21  | Босна и Херцеговина | С        | Бојан Лазаревић     |
| 22  | Босна и Херцеговина | С        | Лука Секулић        |
| 44  | Босна и Херцеговина | Г        | Адријан Милановић   |
| 99  | Босна и Херцеговина | Г        | Немања Јовичић      |